# Emma Miller
Emma Miller (26 de junho de 1839 – 22 de janeiro de 1917) foi uma australiana, natural da Inglaterra, pioneira na organização sindicalista, sufragista, e uma figura essencial nas organizações que levaram à fundação do Partido Trabalhista Australiano em Brisbane, Queensland, Austrália.

## Vida pregressa
Miller nasceu em 26 de junho de 1839, em Chesterfield, Inglaterra, a mais velha de quatro filhos de Martha Holmes, nascida Hollingworth, e de seu marido Daniel. Seus pais tinham fortes crenças unitaristas e eram ativos no movimento cartista.
Aos 18 anos de idade, ela fugiu e se casou com o escrituário Jabez Mycroft Silcock. Eles tiveram quatro filhos juntos. Silcock morreu e Miller trabalhou como costureira para sustentar a família. Em 1874, Miller se casou com William Calderwood, e eles migraram seus filhos para Queensland em 1879. Calderwood morreu em 1880, e Miller se casou com Andrew Miller em Brisbane em 1886.

## Ativismo sindicalista
Em Queensland, Miller trabalhou como costureira e fabricante de camisas para cavalheiros. Junto com May Jordan McConnel, ela formou o primeiro sindicato de mulheres em Brisbane, o Sindicato de Mulheres de Brisbane, em setembro de 1890, apoiadas por uma campanha de William Lane no jornal local Worker. Como costureira, ela testemunhou na Comissão Real de 1891 para Lojas, Fábricas e Oficinas, que destacou a existência de muitas fábricas que exploravam as mulheres operárias. Durante esse período, Miller foi uma participante ativa da Associação de Fechamento Antecipado.
Com as greves da década de 1890, Miller participou no apoiou à greve dos tosquiadores australianos de 1891 e na criação do Fundo de Apoio aos Prisioneiros para os doze líderes de greve que foram presos. Enquanto William Lane escolheu estabelecer, em 1892, a comunidade da Nova Austrália no Paraguai com veia socialista, o que atraiu muitos ativistas trabalhistas, Miller acreditava que Lane estava "optando por sair da luta" e se tornou um membro fundador da Organização Política dos Trabalhadores, uma precursora do Partido Trabalhista Australiano em Queensland. Ela se tornou coloquialmente conhecida como "Mãe Miller", já que era a figura feminina mais dominante no movimento trabalhista de Queensland.

## Emancipação feminina
Miller foi um dos membros fundadores da Associação dos Direitos Igualitários da Mulher (WEFA), a qual foi criada em 1894 e quase imediatamente sofreu uma divisão. Leontine Cooper saiu para formar a Liga do Sufrágio Feminino, alegando que o WEFA estava envolvido demais ao movimento trabalhista, o que poderia impedir a emancipação das mulheres. Miller permaneceu e foi eleita presidente. Ela ocupou o cargo até 1905, quando a organização se desfez após a obtenção do sufrágio feminino. Apesar das diferenças, Miller, Cooper e a conservadora União Moderada das Mulheres Cristãs muitas vezes trabalhavam juntos em questões de sufrágio.

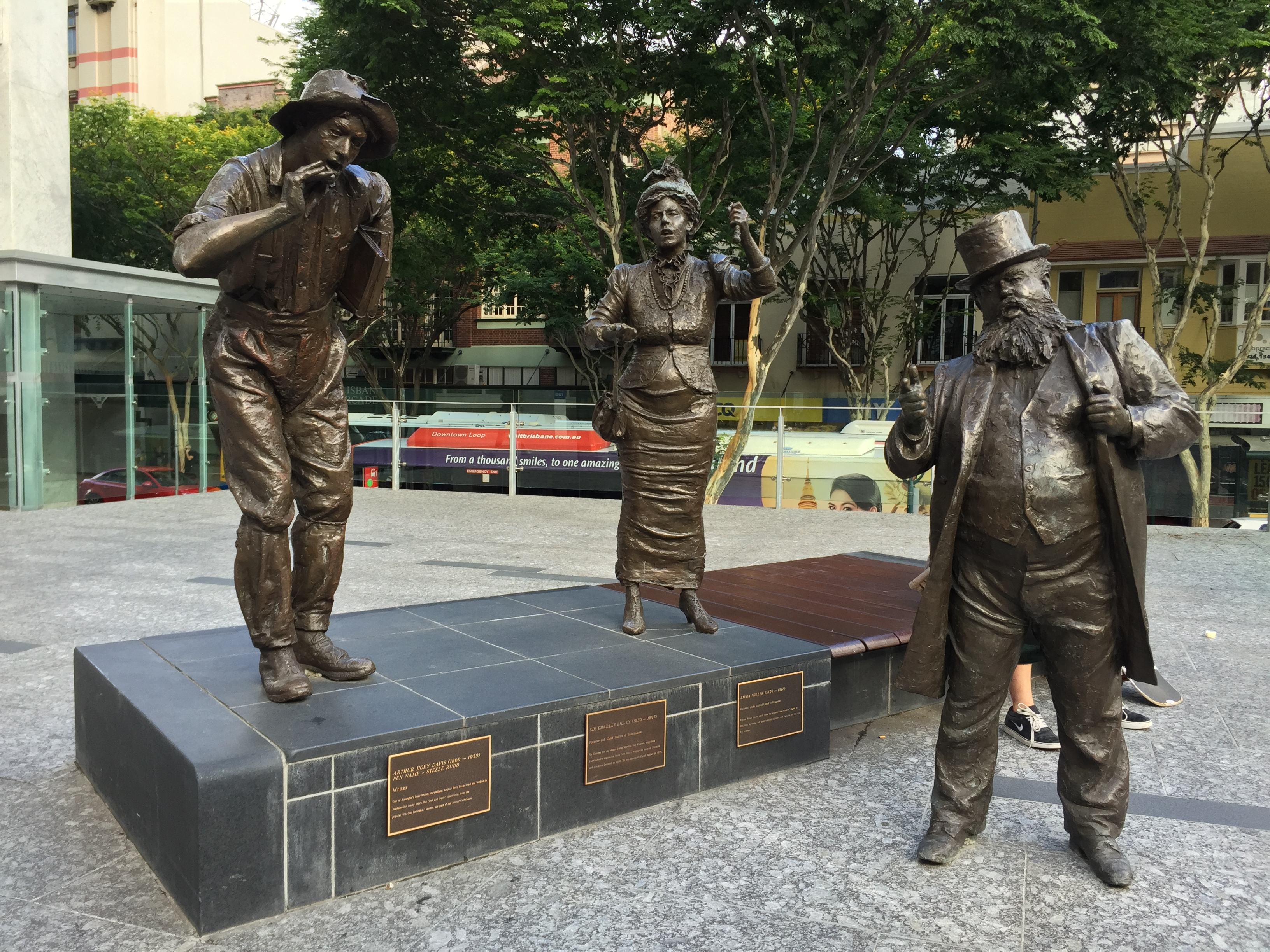
Estátua de Emma Miller na Praça King George, Brisbane

As mulheres foram emancipadas sob o Ato Eleitoral Federal de 9 de abril de 1902, tornando-se as primeiras mulheres do mundo a ganhar o direito de votar para um parlamento nacional (as mulheres na Nova Zelândia conquistaram o direito de voto nas eleições coloniais em 1893). Os membros da Associação dos Direitos Igualitários da Mulher realizaram uma campanha de sonda pelo voto das mulheres nas eleições federais de dezembro de 1903 através da formação da Organização Política das Mulheres Trabalhadoras, com Miller como presidente. Após a eleição federal, Miller deixou o cargo de presidente, mas tornou-se presidente do Conselho Político Trabalhista em Brisbane. As mulheres tiveram direito ao voto para o parlamento de Queensland em 25 de janeiro de 1905, embora não tinham ainda o direito de se candidatarem ao parlamento. No ano seguinte, Emma Miller embarcou em uma excursão pelo oeste de Queensland sob os auspícios do Sindicato dos Trabalhadores Australianos, falando em grandes comícios públicos e ajudando a formar filiais locais da Organização Política dos Trabalhadores e da Organização Política das Mulheres Trabalhadoras.

## Vida posterior

### Greve Geral de Brisbane
Durante a Greve Geral de Brisbane em 1912 pelo direito de organizar sindicatos, Miller liderou um contingente de mulheres à Casa do Parlamento. Durante a marcha, as mulheres foram atacadas por policiais com cassetetes e Miller enfiou o alfinete de seu chapéu no cavalo do Comissário de Polícia, fazendo com que o cavalo o jogasse e o ferisse gravemente.

### Exército Feminino da Paz
Miller também se envolveu no ativismo contra a conscrição durante a Primeira Guerra Mundial. Ela se juntou ao Exército Feminino da Paz quando Cecilia John e Adela Pankhurst visitaram Brisbane em 1915 e foi eleita presidente. No ano seguinte, ela compareceu à conferência da Aliança Australiana para a Paz em Melbourne, e é relatado que ela foi até a margem do Rio Yarra, onde denunciou o militarismo em seu palanque. A campanha do NÃO contra o plebiscito de alistamento em 28 de outubro de 1916 foi um sucesso, atribuído por muitos historiadores à forte campanha anti-alistamento das mulheres.

## Morte

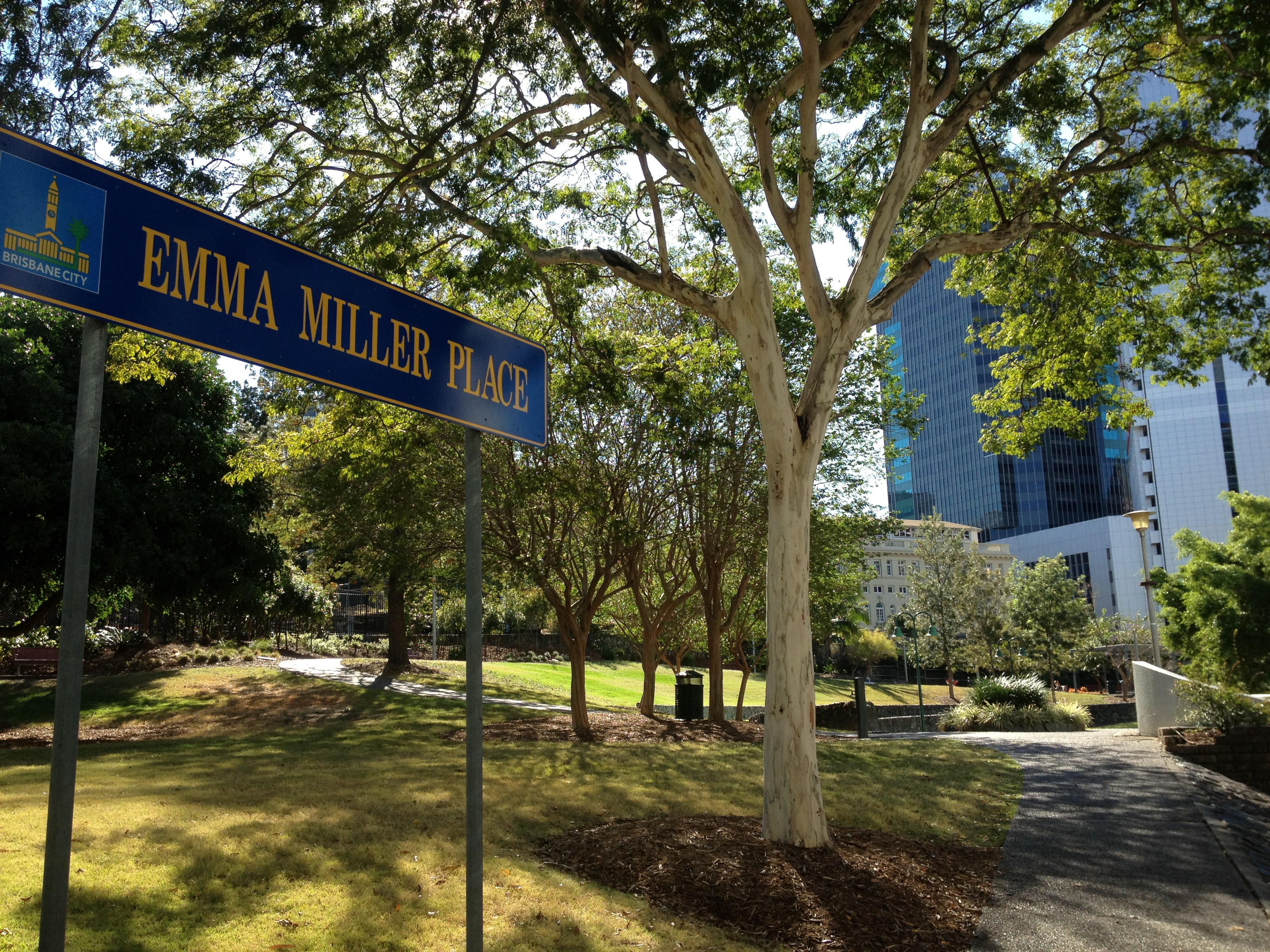
Emma Miller Place, 2013

Em janeiro de 1917, Miller viajou para Toowoomba para um descanso de várias semanas. Em sua última reunião pública no Jardim Botânico de Toowoomba, ela falou com as mulheres presentes sobre "a necessidade de desempenhar um papel no movimento trabalhista, visto que isso significava tanto para elas quanto para os homens". Dois dias depois, Emma Miller morreu de câncer. A bandeira no Centro de Comércio de Brisbane foi hasteada a meio mastro pela "mãe do Partido Trabalhista Australiano". Um funeral oficial foi oferecido pelo Estado, mas foi recusado por seu filho sobrevivente. Miller foi enterrado no Cemitério de Toowong.

## Legado
Em agosto de 1917, a revista Worker publicou um poema em homenagem a Miller. Em 1922, um busto de mármore dela, por James Laurence Watts, foi apresentado durante o Conselho de Sindicatos de Queensland. Uma estátua foi erguida na Praça King George em Brisbane, e existe também o Emma Miller Place. Em 1987, o Conselho de Sindicatos de Queensland estabeleceu o Prêmio Emma Miller, que é concedido anualmente às mulheres que fizeram uma contribuição notável para seu sindicato. 

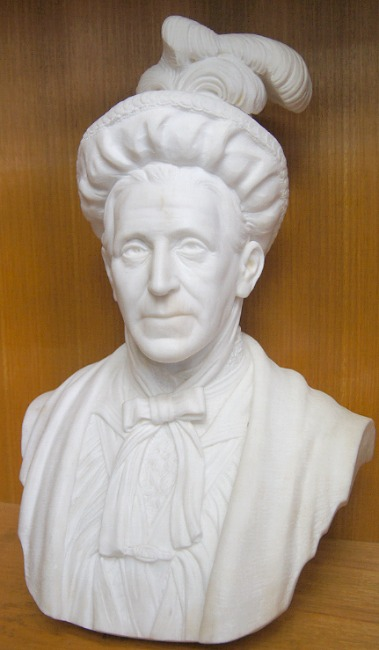
Busto de Miller exibido no Conselho de Sindicatos de Queensland

Em 2003, a história da vida de Miller foi apresentada na exposição "A Lot on Her Hands", apresentada pelo Centro de Patrimônio do Trabalhador Australiano.
O distrito eleitoral de Miller, criado na redistribuição eleitoral do estado de Queensland de 2017, foi nomeado em sua homenagem.